# Челопечка Баба
 Тази статия е за връх Челопечка Баба.  За други значения вижте Баба.  
Връх Баба (Челопечка Баба) е връх в Етрополския дял на Стара планина. Намира се на територията на община Етрополе, Софийска област, на север от село Челопеч.
Надморската му височина е 1722 метра, с 65 метра по-нисък от едноименния връх в същия дял на планината, Етрополска Баба. Върхът е изграден от мезозойски пясъчници, покрит с кафяви горски почви. По по-стръмните му северни склонове растат букови гори.